# 月井隼南
月井 隼南（つきい じゅんな、タガログ語: Junna Villanueva Tsukii、1991年9月30日 - ）は、フィリピン出身の空手家。FIGHTER’S FLOW所属。ワールドゲームズ2022 女子組手50kg級金メダル。
2019年東南アジア競技大会の女子組手50kg級で金メダルを獲得。2022年ワールドゲームズ2022の女子組手50kg級で金メダルを獲得し世界一となる。保険代理店 コア・ライフプランニング株式会社に在籍中。空手の試合では迫力あるスピーディーな動きを見せ、一方で普段はファッションセンスが光る一面もある。

## 経歴
日本人の父とフィリピン人の母のもとに生まれ、3歳で日本に移住。空手師範の父の影響で4歳から空手を始め、高校時代より空手日本代表となる。
2017年、フィリピンの空手発展に協力するために日本国籍からフィリピン国籍への転籍を経て、フィリピンで開催された2019年東南アジア競技大会の女子組手50kg級で金メダルを獲得。
2018年、インドネシアのジャカルタで開催された2018年アジア競技大会の女子組手50kg級で銅メダルの1つを獲得した。銅メダルを懸けた試合では、タイのパウィナー・ラックサチャート選手を破った。
2019年、フィリピンで開催された2019年東南アジア競技大会の女子組手50kg級で金メダルを獲得した。2017年、マレーシアのクアラルンプールで開催された2017年東南アジア競技大会では、この種目で銅メダルの1つを獲得した。同年、同大会団体組手種目でも銅メダルの1つを獲得している。
2021年、ポルトガルのリスボンで開催されたKARATE1プレミアリーグの出場種目で金メダルを獲得した。2021年6月、フランスのパリで開催されたオリンピック世界予選トーナメントに出場し、日本の東京で開催される2020年夏季オリンピックの出場権獲得を目指した。初戦でブルガリアのイベト・ゴラノバ選手に敗れたため、予選通過はならなかった。9月エジプトのカイロで行われたKARATE1プレミアリーグで優勝し、プレミアリーグ2連覇を飾った。12月カザフスタンのアルマティで行われたAKFアジア選手権大会で準優勝になる。
2022年、慶應義塾體育會空手部コーチに就任。7月8～9日にアメリカ合衆国アラバマ州バーミングハムで行われたワールドゲームス2022で優勝し、悲願の世界一となる。

### 総合格闘技
2023年年末、新しいチャレンジとして、上田貴央のジム『FIGHTER’S FLOW』で総合格闘技を体験して競技転向を決意。
2024年6月、空手から総合格闘家へ転向することを表明。「空手では日本で6度全国制覇をして、そのあと世界制覇をして目標を達成したので引退をしてもよいという気持ちがあったのですが、総合格闘技（MMA）は私が見ていても一番（格闘技の中で）競技的にも面白くて輝いていたので。私もこの舞台に立ちたいと思って転向を決めました」、「30歳を超えても今が筋肉が一番付いて身体が大きくなっているし今が一番体力があって強い。辞めるのはいつでも出来るので、今しかやれないことなのにこのまま格闘技を辞めるのはもったいない！」と話した。
2024年8月31日、『DEEPサマーフェスティバル2024 inお台場』で行われた総合格闘技デビュー戦（DEEP JEWELS 54kg以下 5分2R）で坂本瑠華と対戦し、1Rにリアネイキッドチョークで一本勝ちを収めた。
2024年11月4日、DEEP 122でケイト・ロータスと-50kg契約で対戦し、2Rにリアネイキッドチョークで一本負けを喫した。

## 人物
フィリピンのパサイで生まれ、3歳のときに日本に移住した。大阪の東大阪大学敬愛高等学校、東京の拓殖大学で学び、社会科の教員免許を取得。教師として母校に着任したこともある。空手師範の日本人の父とフィリピン人の母を持つ。2020年東京オリンピックのウエイトリフティング競技女子55kg級でフィリピン史上初のオリンピック金メダリストに輝いたヒディリン・ディアスと仲が良く、ディアスの結婚式にも出席した。また、同じく空手フィリピン代表の三須れもんからも慕われている。
美容室を利用した際に、美容師の腹にパンチをする動画をSNSに掲載するのが恒例となっており、「蹴られたい」「踏まれたい」「どうやったら僕も殴ってもらえますか？」などというDMもよく届くと証言している。
空手時代には、前十字靭帯を4度断裂しており、半月板の損傷なども含めて10回手術を行っても復帰して空手で世界一の選手となった。

## 戦績

### プロ総合格闘技
| 総合格闘技 戦績 | 総合格闘技 戦績 | 総合格闘技 戦績 | 総合格闘技 戦績 | 総合格闘技 戦績 | 総合格闘技 戦績 | 総合格闘技 戦績 |
| --------------- | --------------- | --------------- | --------------- | --------------- | --------------- | --------------- |
| 2 試合          | (T)KO           | 一本            | 判定            | その他          | 引き分け        | 無効試合        |
| 1 勝            | 0               | 1               | 0               | 0               | 0               | 0               |
| 1 敗            | 0               | 1               | 0               | 0               | 0               | 0               |

| 勝敗 | 対戦相手         | 試合結果                       | 大会名                              | 開催年月日    |
| ×    | ケイト・ロータス | 2R 4:01 リアネイキッドチョーク | DEEP IMPACT 122                     | 2024年11月4日 |
| ○    | 坂本瑠華         | 1R 2:11 リアネイキドチョーク   | DEEP SUMMER FESTIVAL 2024 IN ODAIBA | 2024年8月31日 |

## 実績
| 年     | 大会                      | 会場                         | 順位 | 種目              |
| ------ | ------------------------- | ---------------------------- | ---- | ----------------- |
| 2017年 | 東南アジア競技大会        | マレーシア、クアラルンプール | 3位  | 組手 -50kg        |
| 2017年 | 東南アジア競技大会        | マレーシア、クアラルンプール | 3位  | 団体組手          |
| 2018年 | アジア競技大会            | インドネシア、ジャカルタ     | 3位  | 組手-50kg         |
| 2019年 | 東南アジア競技大会        | フィリピン、マニラ           | 1位  | 組手 -50㎏ -50g級 |
| 2021年 | KARATE1プレミアリーグ     | ポルトガル、リスボン         | １位 | 組手 -50㎏        |
| 2021年 | KARET1プレミアリーグ      | エジプト、カイロ             | １位 | 組手 -50㎏        |
| 2021年 | AKFアジア空手道選手権大会 | カザフスタン、アルマトイ     | ２位 | 組手 -50㎏        |
| 2022年 | ワールドゲームス2022      | アメリカ、バーミングハム     | １位 | 組手 -50㎏        |

## 出演
- 世界はTokyoをめざす「祖国 日本と闘う～フィリピン 女子空手～」（NHK BS1、2019年9月1日）
- チコちゃんに叱られる!（NHK総合、2020年10月23日）
- 上田晋也の日本メダル話（日本テレビ、2020年11月15日）
- 主治医が見つかる診療所（テレビ東京、2022年1月31日）